# Liste der Einträge im National Register of Historic Places im Motley County
Die Liste der Registered Historic Places im Motley County führt alle Bauwerke und historischen Stätten im texanischen Motley County auf, die in das National Register of Historic Places aufgenommen wurden.

## Aktuelle Einträge
| Lfd. Nr. | Name im NRHP  | Bild | Datum der Eintragung | Adresse/Lage   | Ort     | NRHP-ID  | Beschreibung |
| -------- | ------------- | ---- | -------------------- | -------------- | ------- | -------- | ------------ |
| 1        | Traweek House |      | 2. Mai 1991          | 927 Lariat St. | Matador | 91000486 |              |